# أنتوني تورجيس
أنتوني تورجيس (بالفرنسية: Anthony Turgis) (و. 1994  م) هو راكب دراجة هوائية فرنسي، شارك في طواف فرنسا 2018، وطواف فرنسا 2019.

## سجل الفوز

### سباقات أو مراحل فاز بها
| التاريخ        | السباق                                                                    | المركز                                                                   |
| -------------- | ------------------------------------------------------------------------- | ------------------------------------------------------------------------ |
| 08 أبريل 2012  | Paris-Roubaix Juniors 2012                                                |                                                                          |
| 11 أغسطس 2012  | 2012 European Road Cycling Championships Men U19 RR                       |                                                                          |
| 19 أبريل 2014  | 2014 U23 Liège–Bastogne–Liège                                             |                                                                          |
| 13 يوليو 2014  | سباق الطريق لأقل من سنة للرجال - بطولة أوروبا للدراجات 2014               |                                                                          |
| 01 يناير 2015  | 2015 سباق الطريق لأقل من 23 سنة في بطولة العالم لسباق الدراجات على الطريق |                                                                          |
| 07 يونيو 2015  | بوكليس دي لا مايين 2015                                                   |                                                                          |
| 16 أغسطس 2015  | سباق النرويج 2015                                                         | الثالث في تصنيف أفضل شاب، الثامن في التصنيف العام                        |
| 01 يناير 2016  | كأس فرنسا لركوب الدراجات على الطريق 2016                                  | الخامس في تصنيف أفضل شاب                                                 |
| 19 مارس 2016   | لوار أتلانتيك الكلاسيكي 2016                                              |                                                                          |
| 01 مايو 2016   | طواف يوركشاير 2016                                                        | الثالث في التصنيف العام                                                  |
| 05 فبراير 2017 | نجم بسجس 2017                                                             | الثالث في تصنيف أفضل شاب                                                 |
| 24 سبتمبر 2017 | 2017 Paris–Chauny                                                         |                                                                          |
| 03 فبراير 2019 | سباق جائزة لا مارسيليس الكبرى 2019                                        | الأول في التصنيف العام                                                   |
| 19 مايو 2019   | أربعة أيام من دونكيرك 2019                                                | الأول في تصنيف أفضل شاب، العاشر في تصنيف النقاط، الرابع في التصنيف العام |
| 09 يونيو 2019  | طواف لوكسمبورغ 2019                                                       | الأول في تصنيف أفضل شاب، العاشر في تصنيف النقاط، الرابع في التصنيف العام |
| 29 سبتمبر 2019 | 2019 Paris-Chauny                                                         |                                                                          |
| 26 يونيو 2022  | سباق الطريق للرجال في بطولة فرنسا 2022                                    |                                                                          |
| 14 أغسطس 2022  | 2022 بولينورماند                                                          |                                                                          |
| 30 يناير 2025  | 2025 Trofeo Ses Salines                                                   |                                                                          |

## روابط خارجية
- أنتوني تورجيس على موقع الاتحاد الدولي للدراجات (الإنجليزية)
- أنتوني تورجيس على موقع أرشيف الدراجات (الإنجليزية)
- أنتوني تورجيس على موقع إحصائيات الدراجات الإحترافية (الإنجليزية)
- أنتوني تورجيس على موقع نسبة الدراجات (الإنجليزية)
- أنتوني تورجيس على موقع اللجنة الأولمبية الفرنسية (مؤرشف) (الفرنسية)